# Sandilh Point
Der Sandilh Point (englisch; bulgarisch нос Сандилх nos Sandilch) ist eine teilweise eisfreie Landspitze an der Oskar-II.-Küste des Grahamlands auf der Antarktischen Halbinsel. Im Exasperation Inlet liegt sie als östlicher Ausläufer des Tepava Ridge 7,5 km südöstlich des Kalina Point und 6,7 km nordwestlich des Ranyari Point auf der Nordwestseite der Einfahrt zur Durostorum Bay. Freigelegt wurde die Landspitze infolge des Aufbrechens des Larsen-Schelfeises im Jahr 2002 und dem sich daran anschließenden Rückzug des Pequod-Gletschers.
Ihre Kartierung erfolgte im Jahr 2012. Die bulgarische Kommission für Antarktische Geographische Namen benannte sie 2013 nach Sandilch, einem protobulgarischen Fürsten des 6. Jahrhunderts.